# メアリー1世 (イングランド女王)
メアリー1世（英: Mary I of England, 1516年2月18日 - 1558年11月17日）は、イングランドとアイルランドの女王（在位：1553年7月19日 - 1558年11月17日）。ヘンリー8世と最初の王妃キャサリン・オブ・アラゴン（カスティーリャ女王イサベル1世とアラゴン王フェルナンド2世の娘）との娘として、グリニッジ宮殿で生まれた。スペイン王フェリペ2世と結婚。イングランド国教会に連なるプロテスタントに対する苛烈な迫害から、「血まみれのメアリー（英: Bloody Mary、ブラッディ・メアリー）」と呼ばれた。

## 生涯

### 不安定な身分
王妃キャサリン・オブ・アラゴンは4度の懐妊に失敗していたが、5度目の懐妊でメアリーを出産した。メアリーの名は、叔母メアリー王女（ヘンリー7世の末子）にちなんだものだった。
当初は男児誕生を願っていたヘンリー8世も、娘が健康であると知ると「イングランドでは女子の王位継承を妨げる法はない」として跡継ぎと見なし、寵愛した。養育係としてプランタジネット家男系最後の生き残りであるマーガレット・ポールが任命された。
1519年、ヘンリー8世は庶子のヘンリー・フィッツロイが生まれると、この男児をただちにリッチモンド公爵に叙している。ヘンリー8世の父ヘンリー7世が即位前にリッチモンド伯爵だったことからもわかるように、この叙爵は庶子に対するものとしては破格のもので、この子が正嫡でないことへの無念さがそこには見て取れる。一方メアリーに対しては、プリンス・オブ・ウェールズに相当する王女として「プリンセス・オブ・ウェールズ」の称号が用いられたものの、そこに世継ぎとしての法的な根拠は付与されなかった。
ヘンリー8世はメアリーの幼児期を通して常に、メアリーと然るべき名家の男子との縁談を模索していた。当初はフランスの王子を検討し、2歳の時にフランソワ1世の王子フランソワと婚約したが破談になった。1522年、6歳の時に16歳年上の従兄である神聖ローマ皇帝カール5世と婚約したが、再び破談となった。再度フランスと、ということでフランソワ1世の第2王子アンリ（のちのアンリ2世）との婚約を模索したが首尾よく行かなかった。しかし、少女期のメアリーは非常に美しく、魅力的であり、そのことは他国にも伝わっていたという。
メアリーが9歳になる頃には、キャサリンとの間にもうこれ以上の子はできないことが明らかな情勢となっていた。男子を切望するヘンリー8世は、寵愛するアン・ブーリンと再婚するためにキャサリンとの婚姻無効を宣言、これとともにメアリーからは世継ぎの地位ばかりか王女の身位までが剥奪されて庶子とされた（第一継承法も参照）。ヘンリー8世はメアリーに「両親の結婚は間違いだった」と認めさせようとしたが、拒否されている。
やがてアン王妃が第2王女エリザベスを産むと、アンはメアリーに対して名目上の「プリンセス・オブ・ウェールズ」となったエリザベスへの臣従を強要したが、メアリーはエリザベスを「妹としては認めるが、王女としては認めない」と突っぱねた。怒ったアンはメアリーを強引にエリザベスの侍女の身分におとしめ、自身の叔母の監視の下、幽閉状態に置いた。アンが王妃の間を通じてヘンリー8世はメアリーとの面会は拒絶している。アンはかつての愛人だったノーサンバランド伯ヘンリー・パーシーに対して、メアリーを殺すつもりだと話していたことが知られている。またアンの裁判では、複数の者がメアリーの毒殺未遂があったことを証言している。
この時期、ハートフォードシャーで幽閉状態にあったメアリーは病気がちであり、養育係のポールや侍女、侍従たちと引き離された彼女にとっての唯一の相談相手かつ庇護者だったのは、神聖ローマ帝国及びスペインの駐英大使だったウスタシュ・シャピュイであった。
メアリーがヘンリー8世と再会したのはアンが処刑されたときだった。次の王妃ジェーン・シーモアとの関係は良好であった。ジェーンはヘンリー8世とメアリーが和解することを強く望んだ。ヘンリー8世の和解条件は、ヘンリー8世がイングランド国教会の長であること、そして両親の結婚が無効であることを認めることであった。当初、メアリーはこれを拒絶したが、メアリーの境遇の安定のためにシャピュイと神聖ローマ皇帝カール5世（スペイン国王カルロス1世）の説得により、渋々この条件を受けいれた。メアリーは宮廷に戻り、かつて王女として持っていた財産と侍女らも戻され、ボーリュー城などが住居として与えられた（メアリーの前の城主はアン・ブーリンの弟のジョージだった）。ジェーンが王子エドワードを出産すると、メアリーはこの王子の洗礼の代母役を務めた。その一方で、メアリーはエリザベスと共に庶子として扱われ続けた。このことに対し、メアリーを王女の地位に戻すことを求めた反乱（恩寵の巡礼）が、かつてのメアリーの侍従であったスリーフォード男爵ジョン・ハッセーによって起こされた。ハッセーは処刑されたが、メアリーはこの件に不関与とされ、罪に問われることはなかった。
1539年、プファルツ＝ノイブルク公フィリップから求婚を受けるが、プロテスタントであることから断っている。この頃、ヘンリー8世はメアリーを王妃不在時の宮廷の「女主人」として扱うようになっていた。
ヘンリー8世が晩年に6番目の王妃としたキャサリン・パーは、家族の絆を大切にすることに心を砕き、まだ幼少のエドワードとエリザベスを自らのもとで養育するとともに、4歳年下の「娘」のメアリーにも心を砕いた。こうした努力が実り、健康を害して近い将来の死を悟ったヘンリー8世は、エドワードがまだ幼くひ弱な体質であることを危惧して、1543年に王位継承法を改正しメアリーとエリザベスにエドワードに次ぐ王位継承権を与えた（第三継承法も参照）。しかし「プリンセス」の称号は復活させず、「レディ」の称号のままであった。果してヘンリー8世はその翌年に死去し、まだ9歳のエドワード6世が即位した。

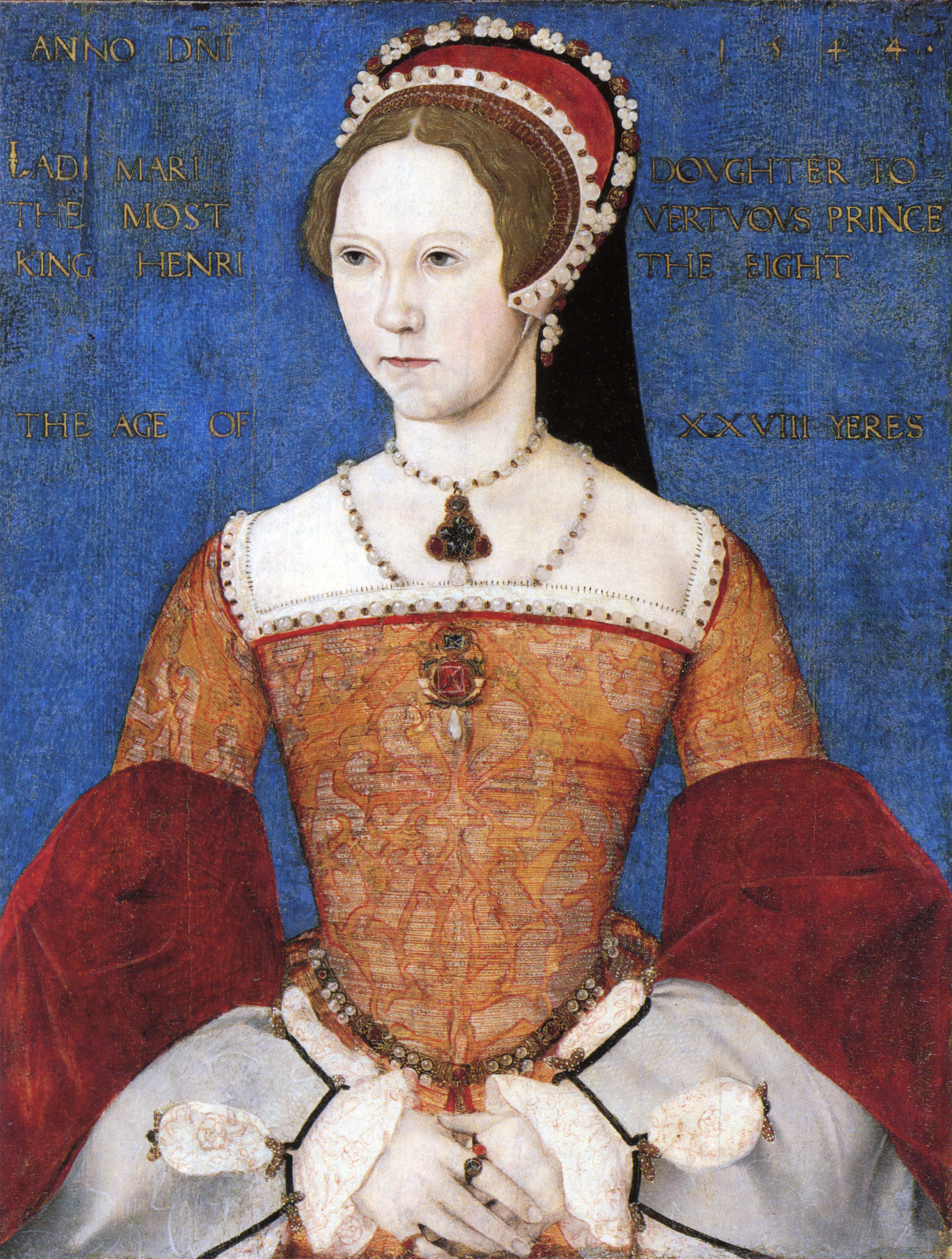
即位前のメアリー（1544年）

### エドワード6世の死と女王即位
エドワード6世はその短い治世を通じて、異母姉で自らの推定相続人たるメアリーに対してカトリックの信仰を放棄するよう促し続けたが、母キャサリンによって敬虔なカトリックに育てられていたメアリーはそれを拒絶し続けた。メアリーはエドワード6世の在位中は、ほとんど宮廷に赴くことはなかった。しかしこれは、メアリーの王位継承権が再び危ういものとなることを意味した。病弱のエドワード6世は即位から6年後には、もう回復の見込みがないほど病床に伏す身となっていた。彼が後継者として指名したのは、父ヘンリー8世の妹メアリー・テューダーの孫で従姪にあたるジェーン・グレイだったが、その背後にはこの直前に自身の子ギルフォードをジェーンと結婚させていた野心家のノーサンバランド公ジョン・ダドリーの暗躍があった。
エドワード6世が1553年7月6日に15歳で夭折すると、枢密院は筋書き通りジェーン・グレイを女王に推戴した。ノーサンバランド公はメアリーの身柄を拘束しようとしたが、事前に身の危険を察知したメアリーはノーフォーク公トマス・ハワードに匿われ、ロンドンを脱出する。その間に7月10日にはジェーンがロンドン塔に入城し、その王位継承が公に宣言されたが、一方のメアリーも13日にノリッジで即位を宣言した。すると、メアリーのもとには支持者が続々と集結し、民衆蜂起となってロンドンに進軍した。これを自ら鎮圧しようと兵を向けたノーサンバランド公は、逆に惨敗を喫してしまう。これを受けて19日には枢密院も一転メアリー支持を表明、ロンドンに入ったメアリーは改めて即位を宣言した。ノーサンバランド公とその子ギルフォードは、ジェーン・グレイとともに身柄を拘束された。こうしてメアリーは名実共にイングランドの女王となった。

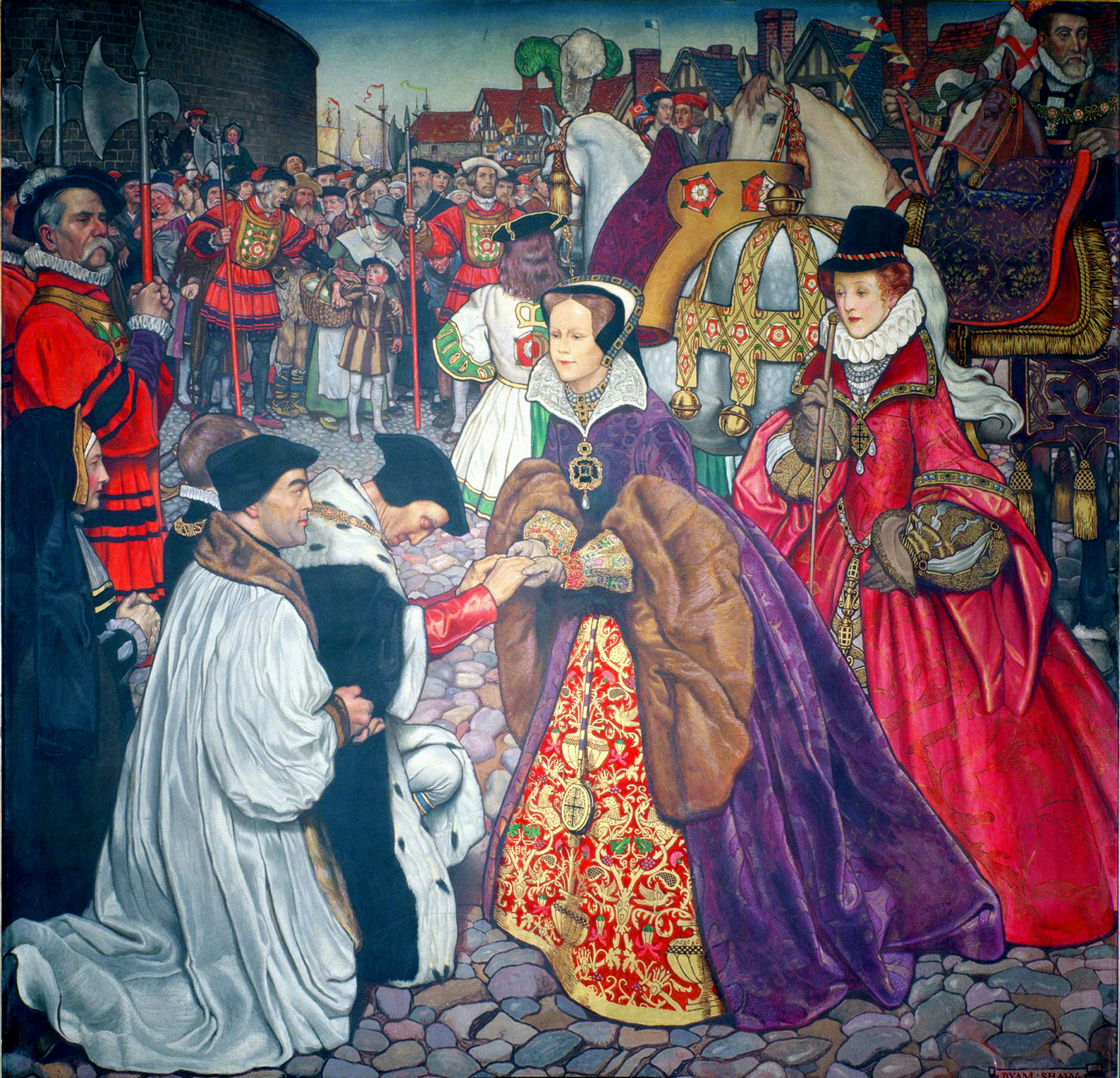
バイアム・ショー画「Entry of Queen Mary I with Princess Elizabeth into London in 1553」(1919)

メアリーを支持する民衆がこのように蜂起したのは、ヘンリー8世の遺言では王位継承権がエドワード、メアリー、エリザベスの順にあったのにもかかわらず、これを継いだエドワード6世の遺言ではこの異母姉2人を差し置いて、プロテスタントであるという理由で従姪のジェーンが後継者に指名されていたことから、それがエドワード6世の真意であることを疑い、ジェーンがノーサンバランド公の傀儡になることを危惧したためといわれている。エドワード6世の遺言の真偽は別として、少なくともそれを理由に民衆の蜂起を煽ったメアリーの作戦勝ちだった。そして彼女は「イングランドで初めて広く国民に支持された女王」になったのである。

### 宗教政策
敬虔なカトリック信者であるメアリー1世は、父ヘンリー8世以来の宗教改革を覆し、イングランドはローマ教皇を中心とするカトリック世界に復帰した。メアリーはプロテスタントを迫害し、女性や子供を含む約300人を処刑したため、「ブラッディ・メアリー（Bloody Mary）」と呼ばれた。処刑された者の中には、トマス・クランマー、ヒュー・ラティマー、ニコラス・リドリーらがいる。

### フェリペ2世との結婚
母方からスペイン（カスティーリャ＝アラゴン）王家の血を引くメアリーは、結婚の相手に従兄カール5世の子であるアストゥリアス公フェリペ（後のスペイン王フェリペ2世）を選んだ。しかしカトリックの宗主国のようなスペイン王太子との結婚は、将来イングランド王位がスペイン王位に統合されてしまう可能性を孕んでいただけに反対する者も多く、トマス・ワイアットらがケントでエリザベスを王位に即けることを求めて蜂起する事態となったが、反乱は鎮圧されワイアットは処刑された。この乱に連座する形で、ジェーン・グレイらを処刑している。この後にもいくつかの反乱が起こるが、そのいずれもがエリザベスを王位に即けることを旗印にしたものだった。
メアリーは幾多の反対を押し切り、1554年7月20日に11歳年下のフェリペと結婚した。フェリペには共同王としてのイングランド王位が与えられたが、1556年にスペイン王として即位するため本国に帰国、1年半後にロンドンに戻ったものの、わずか3か月後には再びスペインに帰国し、以後二度とメアリーに会うことはなかった。フェリペとの結婚後、メアリーには懐妊かと思われた時期もあったが、想像妊娠だった上、実は卵巣腫瘍を発症していた模様で、妊娠と思われたのはその症状だったと推測されている。
この結婚によって、イングランドはフランスとスペインの戦争（第六次イタリア戦争）に巻き込まれ、フランスに敗れて大陸に残っていた唯一の領土カレーを失うことになった（カレー包囲戦）。
悪いことづくめに終わったフェリペとの結婚の果てに、メアリーは自らの健康も害してその死期を悟るようになった。後継者は異母妹エリザベス以外にいなかったが、母を王妃の座から追いやった淫婦の娘としてメアリーはエリザベスのことを終生憎み続けており、崩御の前日になってしぶしぶ彼女を自身の後継者に指名するほどだった。
メアリー1世は5年余りの在位の後、卵巣腫瘍により1558年11月17日にセント・ジェームズ宮殿で崩御した。メアリーの命日はその後200年間にわたって「圧政から解放された日」として祝われた。
その後、彼女はウェストミンスター寺院へ埋葬され、その墓は後で死んだエリザベスと共有された。彼女たちの墓にはラテン語で 「Regno consortes & urna, hic obdormimus Elizabetha et Maria sorores, in spe resurrectionis（王国と墓を共有したエリザベスとメアリー、二人の姉妹が復活の希望を抱いてここで眠る）」と刻まれている。

### 修正主義による再評価
近年、ピューリタン寄りでリベラルな従来の歴史観を批判する歴史修正主義によって、メアリー1世の治世に対する極度に否定的な見方は緩みつつある。新しい角度からの視点では次のように評価されている。
メアリー1世は宗教改革に逆行してカトリックへの復帰を目指し、その過程で多くのプロテスタントを処刑したことが非難されてきた。しかし宗教改革はエドワード6世時代には一般社会には浸透せず、イングランドの実質的なプロテスタント化はエリザベス1世時代以後に進んでいったものと考えられる。エドワード6世死去の時点では、教養ある貴族やジェントリ階層は伝統的な宗教慣習に強い愛着を示し、一般民衆と彼らを教導する教区の聖職者もプロテスタントの革命的な改革やその教義を理解しなかった。カトリックへの復帰がさしたる抵抗なく行われたのはこのためだといえる。メアリー1世の治世がもし長ければ、イングランドがプロテスタント国家にならなかった可能性は高い。
フェリペとの結婚は、スペインによる属国化を招きかねなかったとして非難されてきた。しかし当時はテューダー家の血を引く者のほとんどが女性であり、また国内貴族との結婚はジェーン・グレイの例にも見られるように、貴族間の派閥争いや王家乗っ取りを許すおそれからはばかられたという事情があった。婚姻時の取り決めでも、フェリペのイングランド共同王としての資格はメアリーとの結婚期間のみに限定されており、イングランド王位の継承権はフェリペとメアリーの間の子のみに認められており、イングランドの独立性は充分に考慮されていた。

## クイーン・メアリー
メアリーという名の「クイーン」は、他にも3人がほぼ同時代のブリテンにいた。
- メアリー・テューダー
フランス王ルイ12世の王妃（1514年）。ルイ12世との死別後、兄のイングランド王ヘンリー8世の寵臣・初代サフォーク公爵チャールズ・ブランドンと再婚するが、1533年に死去するまでその称号は「ダッチェス・オヴ・サフォーク」（サフォーク公爵夫人）ではなく「クイーン・オヴ・フランス」（フランス王妃）のままだった。後にメアリー1世とイングランド王位を争って破れたジェーン・グレイは、このメアリー・テューダーとチャールズ・ブランドンの孫娘にあたる。
- メアリー・オブ・ギーズ
スコットランド王ジェームズ5世の王妃（1538年 - 1542年）。ジェームズ5世との死別後も、生後6日でスコットランド女王となった娘のメアリー・ステュアートの摂政として1560年に死去するまで「クイーン・ダウェジャー」（王太后）だった。
- メアリー・ステュアート
スコットランド女王（1542年 - 1567年）。この間フランス王フランソワ2世の王妃（1559年 – 1560年）としてもクイーンだった。

メアリー女王、メアリー1世に限っても2人、メアリー・テューダーに限っても2人が存在することになる。

## 主な小説
- ヴィクトル・ユーゴー『マリー・チュードル』
- Carolyn Meyer Mary, Bloody Mary
- Carolyn Meyer Beware, Princess Elizabeth
- Jean Plaidy In the Shadow of the Crown, Three River Press
- ロザリンド・マイルズ『我が名はエリザベス』近代文芸社
- ヒラリー・マンテル『鏡と光』

## 補注
1. ↑  Mary I queen of England Encyclopædia Britannica
2. ↑  血を思わせるトマトジュースとウォッカを混ぜたカクテルの「ブラッディ・マリー」の名はこのメアリー1世の異名に由来する。
3. ↑  当時の神聖ローマ皇帝はメアリーの従兄であり元婚約者で、スペイン国王をも兼ねていたカール5世（カルロス1世）であった。
4. ↑  ただし、教会の資産を回復することはできなかった。
5. ↑  ケアンズ『基督教全史』いのちのことば社。
6. ↑  スコット・アンダーソン『殉教』ホームスクーリング・ビジョン。
7. ↑  ジェーン・グレイの母フランセス・ブランドンはメアリーの親しい従姉妹だったため、ジェーンを助命する心づもりだったが、乱の影響とフェリペからの強い要請があった。